# Örjan Wikforss
Sten Örjan Wikforss, född 5 mars 1950 i Uppsala, är en svensk arkitekt och professor.
Wikforss är verksam i det egna företaget Arkitekturanalys sthlm AB.
Wikforss avlade arkitektexamen 1973 och teknologie doktorsexamen i arkitektur 1977 vid Kungliga Tekniska högskolan i Stockholm. Wikforss utsågs till docent i formlära 1980 vid KTH. Hans forskning behandlar åskådlighet och kommunikation inom arkitektur, planering och byggande.
Wikforss var praktiserande arkitekt vid Wikforss Arkitektkontor i Uppsala tillsammans med sin far arkitekten Gösta Wikforss fram till 1990. Under 1990-talet var han verksam vid White arkitekter, FFNS arkitekter och Sweco.
1986-96 var Wikforss adjungerad professor vid sektionen för arkitektur, Chalmers Tekniska Högskola, Göteborg och 1994-00 adjungerad professor vid institutionen för landskapsplanering, Sveriges Lantbruksuniversitet, Uppsala. 2000-2006 var han gästprofessor vid KTH och 1 januari 2007 utsågs han till professor i projektkommunikation vid institutionen för industriell ekonomi och organisation, KTH.
Wikforss invaldes 1996 som ledamot av Ingenjörsvetenskapsakademien.
Örjan Wikforss är ledamot av styrelsen för Akademiska Hus sedan 2017, Kungliga Operan sedan 2015 och arkitektföretaget Tengbomgruppen sedan 2014.
Wikforss har medverkat i ett flertal styrelser och kommittéer inom Svenska Arkitekters Riksförbund, SAR (1982-86), Byggforskningsrådet (1983-96), Byggstandardiseringen (1986-99), Svensk Byggtjänst (1991-02), Internationella standardiseringsorganisationen, ISO (1993-99), IT Bygg och Fastighet (1998-04), BFAB (2001-09), Arkus (2008-13), Arkitekthögskolan i Umeå (2010-13), Sveriges Arkitekter (2011-14) och Stiftelsen Svensk Industridesign, SVID (2011-2016).